# 福安大街
福安大街是中華人民共和國天津市和平區的一條東西走向道路，西起南門外大街，東至平安街、勝利路、博愛道。道路全長940米。道路始建於1921年。1926年改為土路。1927年起名為福安大街，路名的意思是「幸福平安」。1946年改為碴石路，1955年改為瀝青路。1997年，天津市政府將寬度為6米的福安大街拓寬為36米。